# هيرفيه لي رو
هيرفيه لي رو (بالفرنسية: Hervé Le Roux)‏ هو مخرج فرنسي، ولد في 21 أغسطس 1958، وتوفي في 26 يوليو 2017 في بواتييه في فرنسا.

## وصلات خارجية
- هيرفيه لي رو على موقع IMDb (الإنجليزية)
- هيرفيه لي رو على موقع ألو سيني (الفرنسية)
- هيرفيه لي رو على موقع أول موفي (الإنجليزية)
- هيرفيه لي رو على موقع قاعدة بيانات الفيلم (الإنجليزية)
- هيرفيه لي رو على موقع كينوبويسك (الروسية)